# Charles Lichtenthaeler
Charles Lichtenthaeler (* 31. August 1915 in Lausanne; † 18. Mai 1993 in Hamburg) war ein Schweizer Arzt und Medizinhistoriker, der von 1963 bis 1983 erster Ordinarius für Medizingeschichte an der Universität Hamburg war.
Seine Hauptarbeitsgebiete waren die antike Medizin, insbesondere das Corpus Hippocraticum, und die Medizintheorie. In dieser Zeit war er auch Vertrauensdozent der Studienstiftung des Deutschen Volkes. 

## Schriften (Auswahl)
- Geschichte der Medizin. Die Reihenfolge ihrer Epochen-Bilder und die treibende Kraft ihrer Entwicklung.  Deutscher Ärzte-Verlag, Köln 1975; 3. Auflage ebenda 1982, ISBN 9783769100617.